# Surströmmasjön
Surströmmasjön är en sjö i Tranemo kommun i Västergötland och ingår i Ätrans huvudavrinningsområde. Sjön är 10,4 meter djup, har en yta på 0,1 kvadratkilometer och befinner sig 270,3 meter över havet. Sjön avvattnas av vattendraget Åsarpsån (Getavadån).

## Delavrinningsområde
Surströmmasjön ingår i det delavrinningsområde (639744-136458) som SMHI kallar för Inloppet i Rånnavägssjön. Medelhöjden är 298 meter över havet och ytan är 13,41 kvadratkilometer. Det finns inga avrinningsområden uppströms utan avrinningsområdet är högsta punkten. Åsarpsån (Getavadån) som avvattnar avrinningsområdet har biflödesordning 4, vilket innebär att vattnet flödar genom totalt 4 vattendrag innan det når havet efter 153 kilometer. Avrinningsområdet består  mestadels av skog (80 %). Avrinningsområdet har 0,31 kvadratkilometer vattenytor vilket ger det en sjöprocent på 2,3 %.